# Hundeshagen
Hundeshagen is een plaats en voormalige gemeente in de Landkreis Eichsfeld in Thüringen in Duitsland en telt  inwoners. Hundeshagen werd op 6 juli 2018 opgenomen in de gemeente Leinefelde-Worbis.
Hundeshagen ligt aan de Uerdinger Linie, in het traditionele gebied van de Nederduitse dialect Oostfaals. Hundeshagen ligt niet ver van de grens van Nedersaksen.
Beuren · Birkungen · Breitenbach · Breitenholz · Hundeshagen · Kallmerode · Kaltohmfeld · Kirchohmfeld · Leinefelde · Wintzingerode · Worbis